# Isolated Warrior
Isolated Warrior (マックスウォーリアー 惑星戒厳令?, Max Warrior: Wakusei Kaigenrei) è un videogioco d'azione sviluppato da KID e pubblicato nel 1991 da VAP per Nintendo Entertainment System.

## Modalità di gioco
Sparatutto con visuale isometrica, Isolated Warrior presenta sei livelli di gioco, più un quadro bonus, e un sistema di password.